# Кубок Содружества 2016
Последний, 24-й Кубок Содружества прошёл с 17 по 23 января 2016 года в Санкт-Петербурге. В турнире приняли участие 8 молодёжных команд (игроки не старше 1994 года рождения).

## Участники
В турнире приняли участие молодёжные сборные из 8 стран.
| Команда     | Группа | Результат | Участие в турнире | Подряд | Последнее участие | Лучший результат     |
| ----------- | ------ | --------- | ----------------- | ------ | ----------------- | -------------------- |
| Белоруссия  | А      | 5         | 5                 | 5      | 2015              | 2 место (2012)       |
| Эстония     | В      | 3         | 5                 | 5      | 2015              | 4 место (2014)       |
| Молдавия    | А      | 2         | 5                 | 5      | 2015              | 5 место (2013)       |
| Киргизия    | А      | 4         | 5                 | 5      | 2015              | 9 место (2012, 2013) |
| Россия      | В      | 1         | 13                | 5      | 2015              | 1 место (2012, 2013) |
| Латвия      | В      | 6         | 5                 | 5      | 2015              | 4 место (2012)       |
| Таджикистан | В      | 8         | 5                 | 5      | 2015              | 8 место (2013)       |
| Казахстан   | А      | 7         | 5                 | 5      | 2015              | 5 место (2014)       |

## Формат турнира
Турнир проводился в два этапа. На первом этапе 8 команд-участниц турнира разбиваются на 2 группы (А, В) по 4 команды в каждой. Соревнования первого этапа проводятся по круговой системе, при которой каждая из команд проводит по одному матчу с каждой из остальных команд той же группы.
Места команд в группах на первом этапе определяются по сумме очков, набранных во всех матчах группы (победа – 3 очка, ничья – 1 очко, поражение – 0 очков).
В случае равенства очков у двух или более команд, места в группах определяются по дополнительным показателям в следующей последовательности:
- по результатам игры между собой (число очков, разность забитых и пропущенных мячей, число забитых мячей);
- по лучшей разности забитых и пропущенных мячей во всех матчах;
- по наибольшему числу забитых мячей во всех матчах;
- по наименьшему числу дисциплинарных наказаний (предупреждение – 1 штрафное очко, удаление – 3 штрафных очка).

При равенстве всех этих показателей места команд определяются жребием.
На втором этапе Турнира команды определяют итоговые места в стыковых матчах:
- команды, занявшие в своих группах первые места, разыгрывают 1-2-е места;
- команды, занявшие в своих группах вторые места, разыгрывают 3-4-е места;
- команды, занявшие в своих группах третьи места, разыгрывают 5-6-е места;
- команды, занявшие в своих группах четвёртые места, разыгрывают 7-8-е места;

В случае ничейного результата после окончания основного времени игры в стыковых матчах победитель определяется с помощью ударов с 11-метровой отметки в соответствии с процедурой, описанной в Правилах игры.

## Стадионы
Все игры прошли в СКК «Петербургский».
| Санкт-Петербург     | Санкт-Петербург | Санкт-Петербург | Санкт-Петербург |
| ------------------- | --------------- | --------------- | --------------- |
| Петербургский       |                 |                 |                 |
| Вместимость: 25 000 |                 |                 |                 |
|                     | Петербургский   |                 |                 |

## Групповой этап
| Условные цветовые обозначения       |
| ----------------------------------- |
| Команды, вышедшие в финал           |
| Команды, не прошедшие отбор в финал |

### Группа A
| М | Команда    | И | В | Н | П | Мячи  | ±  | О |
| - | ---------- | - | - | - | - | ----- | -- | - |
| 1 | Молдавия   | 3 | 2 | 0 | 1 | 4 − 2 | +2 | 6 |
| 2 | Киргизия   | 3 | 1 | 1 | 1 | 3 − 4 | −1 | 4 |
| 3 | Белоруссия | 3 | 1 | 1 | 1 | 2 − 2 | 0  | 4 |
| 4 | Казахстан  | 3 | 0 | 0 | 3 | 2 − 9 | −7 | 0 |

И — игры, В — выигрыши, Н — ничьи, П — проигрыши, Мячи — забитые и пропущенные голы, ± — разница голов, О — очки

#### 1 тур
| Санкт-Петербург 17 января 2016 12:00 MSK | \| Белоруссия \| 0:1 (0:1) отчёт \| Киргизия \| \| \| Голы \| 39′ (пен.) Ахлетдин Исраилов \| | СКК «Петербургский» Зрителей: 300 Судьи: Евгений Кукуляк (г), Сергей Каруненко, Игорь Князев |
| Белоруссия                               | 0:1 (0:1) отчёт                                                                               | Киргизия                                                                                     |
|                                          | Голы                                                                                          | 39′ (пен.) Ахлетдин Исраилов                                                                 |

| Санкт-Петербург 17 января 2016 14:15 MSK | \| Казахстан \| 0:1 (0:0) отчёт \| Молдавия \| \| \| Голы \| 68′ Дан Спэтару \| | СКК «Петербургский» Зрителей: 150 Судьи: Алексей Автухович (г), Сейфетдинов Наиль, Рафаэль Ильясов |
| Казахстан                                | 0:1 (0:0) отчёт                                                                 | Молдавия                                                                                           |
|                                          | Голы                                                                            | 68′ Дан Спэтару                                                                                    |

#### 2 тур
| Санкт-Петербург 19 января 2016 12:00 MSK | \| Молдавия \| 2:0 (0:0) отчёт \| Киргизия \| \| Евгений Ребенжа 55′ · Вадим Пайрель 85′ \| Голы \| \| | СКК «Петербургский» Зрителей: 300 Судьи: Егор Панин (г), Андрей Гурбанов, Дмитрий Надымов |
| Молдавия                                 | 2:0 (0:0) отчёт                                                                                        | Киргизия                                                                                  |
| Евгений Ребенжа 55′ · Вадим Пайрель 85′  | Голы                                                                                                   |                                                                                           |

| Санкт-Петербург 19 января 2016 14:15 MSK | \| Казахстан \| 0:0 отчёт \| Белоруссия \| | СКК «Петербургский» Зрителей: 150 Судьи: Александр Борисов (г), Роман Милюченко, Кирилл Большаков |
| Казахстан                                | 0:0 отчёт                                  | Белоруссия                                                                                        |

#### 3 тур
| Санкт-Петербург 21 января 2016 12:00 MSK        | \| Белоруссия \| 2:1 (1:0) отчёт \| Молдавия \| \| Алексей Залеский 45′ (пен.) · Никита Корзун 59′ \| Голы \| 55′ Ион Карауш \| | СКК «Петербургский» Зрителей: 150 Судьи: Павел Шадыханов (г), Рустам Мухтаров, Павел Новиков |
| Белоруссия                                      | 2:1 (1:0) отчёт | Молдавия                                                                                     |
| Алексей Залеский 45′ (пен.) · Никита Корзун 59′ | Голы | 55′ Ион Карауш                                                                               |

| Санкт-Петербург 21 января 2016 14:15 MSK       | \| Киргизия \| 2:2 (0:1) отчёт \| Казахстан \| \| Акрамжон Умаров 52′ (пен.) · Абай Боколеев 90′ \| Голы \| 32′ Антон Куксин · 74′ Еркебулан Тунгышбаев \| | СКК «Петербургский» Зрителей: 200 Судьи: Артем Любимов (г), Иван Касьянков, Денис Березнов |
| Киргизия                                       | 2:2 (0:1) отчёт | Казахстан                                                                                  |
| Акрамжон Умаров 52′ (пен.) · Абай Боколеев 90′ | Голы | 32′ Антон Куксин · 74′ Еркебулан Тунгышбаев                                                |

### Группа B
| М | Команда     | И | В | Н | П | Мячи  | ±  | О |
| - | ----------- | - | - | - | - | ----- | -- | - |
| 1 | Россия      | 3 | 3 | 0 | 0 | 6 − 3 | +3 | 9 |
| 2 | Эстония     | 3 | 2 | 0 | 1 | 7 − 4 | +3 | 6 |
| 3 | Латвия      | 3 | 1 | 0 | 2 | 5 − 6 | −1 | 3 |
| 4 | Таджикистан | 3 | 0 | 0 | 3 | 4 − 9 | −5 | 0 |

И — игры, В — выигрыши, Н — ничьи, П — проигрыши, Мячи — забитые и пропущенные голы, ± — разница голов, О — очки

#### 1 тур
| Санкт-Петербург 17 января 2016 16:30 MSK | \| Латвия \| 1:2 (1:1) отчёт \| Эстония \| \| Давис Икауниекс 17′ \| Голы \| 9′ Кевин Каубер · 89′ Ян Кокла \| | СКК «Петербургский» Зрителей: 500 Судьи: Артем Любимов (г), Кирилл Большаков, Роман Милюченко |
| Латвия                                   | 1:2 (1:1) отчёт                                                                                                | Эстония                                                                                       |
| Давис Икауниекс 17′                      | Голы | 9′ Кевин Каубер · 89′ Ян Кокла                                                                |

| Санкт-Петербург 17 января 2016 19:00 MSK | \| Россия \| 2:1 (1:1) отчёт \| Таджикистан \| \| Михаил Жабкин 30′, 78′ \| Голы \| 10′ Джахонгир Эргашев \| | СКК «Петербургский» Зрителей: 2000 Судьи: Павел Шадыханов (г), Денис Березнов, Иван Касьянков |
| Россия                                   | 2:1 (1:1) отчёт                                                                                              | Таджикистан                                                                                   |
| Михаил Жабкин 30′, 78′                   | Голы | 10′ Джахонгир Эргашев                                                                         |

#### 2 тур
| Санкт-Петербург 19 января 2016 16:30 MSK | \| Таджикистан \| 1:4 (0:2) отчёт \| Эстония \| \| Парвизджон Умарбаев 60′ (пен.) \| Голы \| 23′ Йозеф Салисте · 28′ Андре Ярва · 62′ Мартин Миллер · 90′ Кевин Каубер \| | СКК «Петербургский» Зрителей: 500 Судьи: Павел Кукуян (г), Игорь Князев, Сергей Каруненко |
| Таджикистан                              | 1:4 (0:2) отчёт | Эстония                                                                                   |
| Парвизджон Умарбаев 60′ (пен.)           | Голы | 23′ Йозеф Салисте · 28′ Андре Ярва · 62′ Мартин Миллер · 90′ Кевин Каубер                 |

| Санкт-Петербург 19 января 2016 19:00 MSK | \| Россия \| 2:1 (1:1) отчёт \| Латвия \| \| Аршак Корян 30′ · Никита Саламатов 82′ \| Голы \| 37′ Дмитрий Климашевич \| | СКК «Петербургский» Зрителей: 1000 Судьи: Иван Сараев (г), Павел Новиков, Рустам Мухтаров |
| Россия                                   | 2:1 (1:1) отчёт | Латвия                                                                                    |
| Аршак Корян 30′ · Никита Саламатов 82′   | Голы | 37′ Дмитрий Климашевич                                                                    |

#### 3 тур
| Санкт-Петербург 21 января 2016 16:30 MSK                           | \| Латвия \| 3:2 (1:0) отчёт \| Таджикистан \| \| Евгений Казачок 23′ (пен.) · Сергей Воробьёв 50′ · Илья Шадчин 87′ \| Голы \| 64′ Парвизджон Умарбаев · 81′ Нозим Бабаджанов \| | СКК «Петербургский» Зрителей: 500 Судьи: Евгений Кукуляк (г), Дмитрий Надымов, Андрей Гурбанов |
| Латвия                                                             | 3:2 (1:0) отчёт | Таджикистан                                                                                    |
| Евгений Казачок 23′ (пен.) · Сергей Воробьёв 50′ · Илья Шадчин 87′ | Голы | 64′ Парвизджон Умарбаев · 81′ Нозим Бабаджанов                                                 |

| Санкт-Петербург 21 января 2016 19:00 MSK | \| Эстония \| 1:2 (0:2) отчёт \| Россия \| \| Андре Ярва 82′ \| Голы \| 3′ Михаил Жабкин · 37′ Рамиль Шейдаев \| | СКК «Петербургский» Зрителей: 1000 Судьи: Алексей Автухович (г), Рафаэль Ильясов, Сейфетдинов Наиль |
| Эстония                                  | 1:2 (0:2) отчёт                                                                                                  | Россия                                                                                              |
| Андре Ярва 82′                           | Голы | 3′ Михаил Жабкин · 37′ Рамиль Шейдаев                                                               |

## Плей-офф

### Матч за 7 место
| Санкт-Петербург 23 января 2016 11:00 MSK  | \| Казахстан \| 3:2 (2:1) отчет \| Таджикистан \| \| Ануар Агайсин 2′ · Абат Аймбетов 13′, 83′ \| Голы \| 17′ Нозим Бабаджанов · 84′ Джахонгир Эргашев \| | СКК «Петербургский» Зрителей: 300 Судьи: Егор Панин (г), Сейфетдинов Наиль, Каруненко Сергей |
| Казахстан                                 | 3:2 (2:1) отчет | Таджикистан                                                                                  |
| Ануар Агайсин 2′ · Абат Аймбетов 13′, 83′ | Голы | 17′ Нозим Бабаджанов · 84′ Джахонгир Эргашев                                                 |

### Матч за 5 место
| Санкт-Петербург 23 января 2016 13:15 MSK | \| Белоруссия \| 0:0 (пен. 5:4) отчет \| Латвия \| | СКК «Петербургский» Зрителей: 300 Судьи: Павел Кукуян (г), Рафаэль Ильясов, Денис Березнов |
| Белоруссия                               | 0:0 (пен. 5:4) отчет                               | Латвия                                                                                     |

### Матч за 3 место
| Санкт-Петербург 23 января 2016 16:30 MSK | \| Киргизия \| 0:0 (пен. 1:4) отчет \| Эстония \| | СКК «Петербургский» Зрителей: 300 Судьи: Александр Борисов (г), Рустам Мухтаров, Андрей Гурбанов |
| Киргизия                                 | 0:0 (пен. 1:4) отчет                              | Эстония                                                                                          |

### Финал
| Санкт-Петербург 23 января 2016 19:00 MSK                          | \| Россия \| 4:2 (1:1) отчет \| Молдавия \| \| Алексей Сутормин 11′ · Камиль Муллин 67′, 80′ · Максим Карпов 73′ \| Голы \| 9′ Дан Спэтару · 82′ Александр Бойчук \| | СКК «Петербургский» Зрителей: 1000 Судьи: Василий Казарцев (г), Кирилл Большаков, Роман Милюченко |
| Россия                                                            | 4:2 (1:1) отчет | Молдавия                                                                                          |
| Алексей Сутормин 11′ · Камиль Муллин 67′, 80′ · Максим Карпов 73′ | Голы | 9′ Дан Спэтару · 82′ Александр Бойчук                                                             |

| Победитель Кубка Содружества 2016 |
| --------------------------------- |
| Россия Третий титул               |

## Итоговое положение команд
| Место | Команда     |
| ----- | ----------- |
| 1     | Россия      |
| 2     | Молдавия    |
| 3     | Эстония     |
| 4     | Киргизия    |
| 5     | Белоруссия  |
| 6     | Латвия      |
| 7     | Казахстан   |
| 8     | Таджикистан |

## Бомбардиры
3 гола
- Жабкин Михаил

2 гола
- Аймбетов Абат
- Спэтару Дан
- Муллин Камиль
- Бабаджанов Нозим
- Умарбаев Парвизджон
- Эргашев Джахонгир
- Ярва Андре
- Каубер Кевин

1 гол
- Залеский Алексей
- Агайсин Ануар
- Куксин Антон
- Тунгышбаев Еркебулан
- Боколеев Абай
- Исраилов Ахлетдин
- Умаров Акрамжон
- Воробьёв Сергей
- Икауниекс Давис
- Казачок Евгений
- Климашевич Дмитрий
- Шадчин Илья
- Бойчук Александр
- Пайрель Вадим
- Ребенжа Евгений
- Карауш Ион
- Карпов Максим
- Корян Аршак
- Саламатов Никита
- Сутормин Алексей
- Шейдаев Рамиль
- Салисте Йозеф
- Миллер Мартин
- Кокла Ян